# 31727 Amandalewis
31727 Amandalewis è un asteroide della fascia principale. Scoperto nel 1999, presenta un'orbita caratterizzata da un semiasse maggiore pari a 2,5929964 UA e da un'eccentricità di 0,0458185, inclinata di 3,84772° rispetto all'eclittica.